# Імперська Держава Іран
Імперська Держава Іран (перс. کشور شاهنشاهی ایران, трансліт. Kešvar-e Šâhanšâhi-ye Irân), відома як Шахиншахська Держава Іран або Імперська Держава Персія (з 15 грудня 1925 по 21 березня 1935) — офіційна назва Ірану під правлінням династії Пахлаві.
Держава була утворена в 1925 році та проіснувала до 1979 року, коли монархію було повалено та скасовано в результаті Іранської революції. Династію Пахлаві заснував колишній бригадний генерал Перської козачої бригади Реза Шах Пахлаві, чиє правління тривало з 1925 до 1941 року, коли він був змушений зректися престолу під тиском союзників після англо-радянського вторгнення в Іран. Спадкоємцем трону став його син Мохаммед Реза Пахлаві, останній шах Ірану.
Пахлаві прийшли до влади після того, як Ахмад Шах Каджар, останній каджарський правитель Ірану, виявився нездатним зупинити британські та радянські посягання на суверенітет країни. Позиції Каджара були надзвичайно послаблені військовим переворотом, після чого він був усунутий від влади парламентом під час перебування у Франції. Іранський парламент, відомий як Маджліс, зібрався як установча асамблея 12 грудня 1925 року та скинув молодого Ахмад-шаха Каджара, проголосивши Резу-хана новим королем (шахом) Імперської держави Персія. У 1935 році Реза-шах звернувся до іноземних делегацій із проханням використовувати в офіційному листуванні ендонім Іран, тож офіційною назвою держави було прийнято «Імперська держава Іран».
Після державного перевороту в 1953 році, підтриманого Великою Британією і Сполученими Штатами, правління Мохаммада Рези Пахлаві стало більш автократичним і міцно сполучилося із Західним блоком під час холодної війни. Відповідно до цієї переорієнтації зовнішньої політики, Іран став союзником Сполучених Штатів, щоб діяти як оплот проти радянської експансії. Це дало шаху політичний капітал для впровадження безпрецедентної соціально-економічної програми, яка мала трансформувати всі аспекти іранського життя. Як наслідок, Іран досяг приголомшливого успіху за всіма показниками, починаючи від рівня грамотності, закінчуючи здоров'ям і рівнем життя. Однак, до 1978 року шах зіткнувся зі зростаючим громадським невдоволенням, яке вилилося в повноцінний народний революційний рух, очолюваний радикальним шиїтським священнослужителем Рухоллою Хомейні. Другий Пахлаві відправився у вигнання зі своєю родиною в січні 1979 року, що спровокувало низку подій, які швидко призвели до кінця монархії та держави та створення Ісламської Республіки Іран 11 лютого 1979 року. Після смерті Мохаммеда Рези Пахлаві в 1980 році його син Реза Пахлаві очолює династію у вигнанні.

## Історія

### Заснування

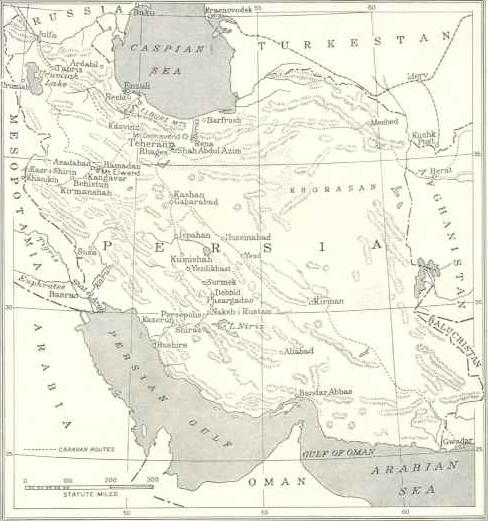
Персія напередодні перевороту Рези-шаха Пахлаві

У 1925 році колишній бригадний генерал Перської козацької бригади Реза Хан скинув династію Каджарів і проголосив себе королем (шахом), прийнявши династичне ім'я Пахлаві, яке перегукується із середньоперською мовою Сасанідської імперії. (Прізвище Пахлаві він вибрав собі в листопаді 1919 року). До середини 1930-х років сильне світське правління Рези-шаха викликало незадоволення серед певних груп, зокрема духовенства, яке виступало проти реформ, але середньому та вищому середньому класу Ірану подобалося те, як ідуть справи. У 1935 році Реза-шах видав указ, у якому закликав іноземні делегації використовувати в офіційному листуванні термін «Іран» згідно з тим фактом, що «Персія» — це слово, що використовувалося західними людьми для країни під назвою «Іран» перською мовою. Його наступник, Мохаммед Реза Пахлаві, оголосив у 1959 році, що і Персія, і Іран є прийнятними назвами і можуть використовуватися як взаємозамінні.
Реза Шах намагався уникнути зв'язків з Великою Британією та Радянським Союзом. Хоча багато з його проєктів розвитку вимагали іноземної технічної експертизи, він уникав укладення контрактів з британськими та радянськими компаніями через невдоволеності між Персією, Британією та СРСР ще за часів Каджарів. Хоча Велика Британія через свою Англо-Іранську нафтову компанію контролювала всі нафтові ресурси Ірану, Реза Шах вважав за краще отримувати технічну допомогу від Німеччини, Франції, Італії та інших європейських країн. Це створило проблеми після 1939 року, коли Німеччина та Велика Британія стали ворогами у Другій світовій війні. Реза-шах проголосив Іран нейтральною країною, але Британія наполягала на тому, що німецькі інженери та техніки в Ірані є шпигунами з завданням саботувати британські нафтові об'єкти на південному заході країни. Британія вимагала від Ірану вислати всіх громадян Німеччини, але Реза Шах відмовився, стверджуючи, що це негативно вплине на його проєкти розвитку.

### Друга Світова війна
Першими роками Другої світової війни Іран стверджував, що є нейтральною країною. У квітні 1941 війна досягла його кордонів, коли Рашид Алі за підтримки Німеччини та Італії здійснив державний переворот в Іраку, що спровокувало англо-іракську війну в травні 1941. Німеччина та Італія швидко надіслали дружнім силам в Іраку військову допомогу з Сирії, але в період з травня по липень британці та їхні союзники перемогли їх в Іраку, а пізніше в Сирії та Лівані.
У червні 1941 нацистська Німеччина розірвала пакт Молотова — Ріббентропа та напала на північного сусіда Ірану — Радянський Союз. Останній швидко об'єднався з країнами Антанти, і в липні та серпні британці поставили вимогу до іранського уряду вигнати всіх німців з Ірану. Реза-шах відмовився вигнати німців, і 25 серпня 1941 року британські та радянські війська розпочали раптове вторгнення, внаслідок якого уряд Рези-шаха швидко здався менш ніж через тиждень боїв. Стратегічною метою вторгнення було забезпечення лінії постачання до СРСР (пізніше названої Перським коридором), забезпечення безпеки нафтових родовищ і Абаданського нафтопереробного заводу (власність британської Англо-іранської нафтової компанії), а також обмеження впливу Німеччини в Ірані. Після вторгнення 16 вересня 1941 року Реза-шах зрікся престолу, і його замінив Мохаммед Реза Пахлаві, його 21-річний син.

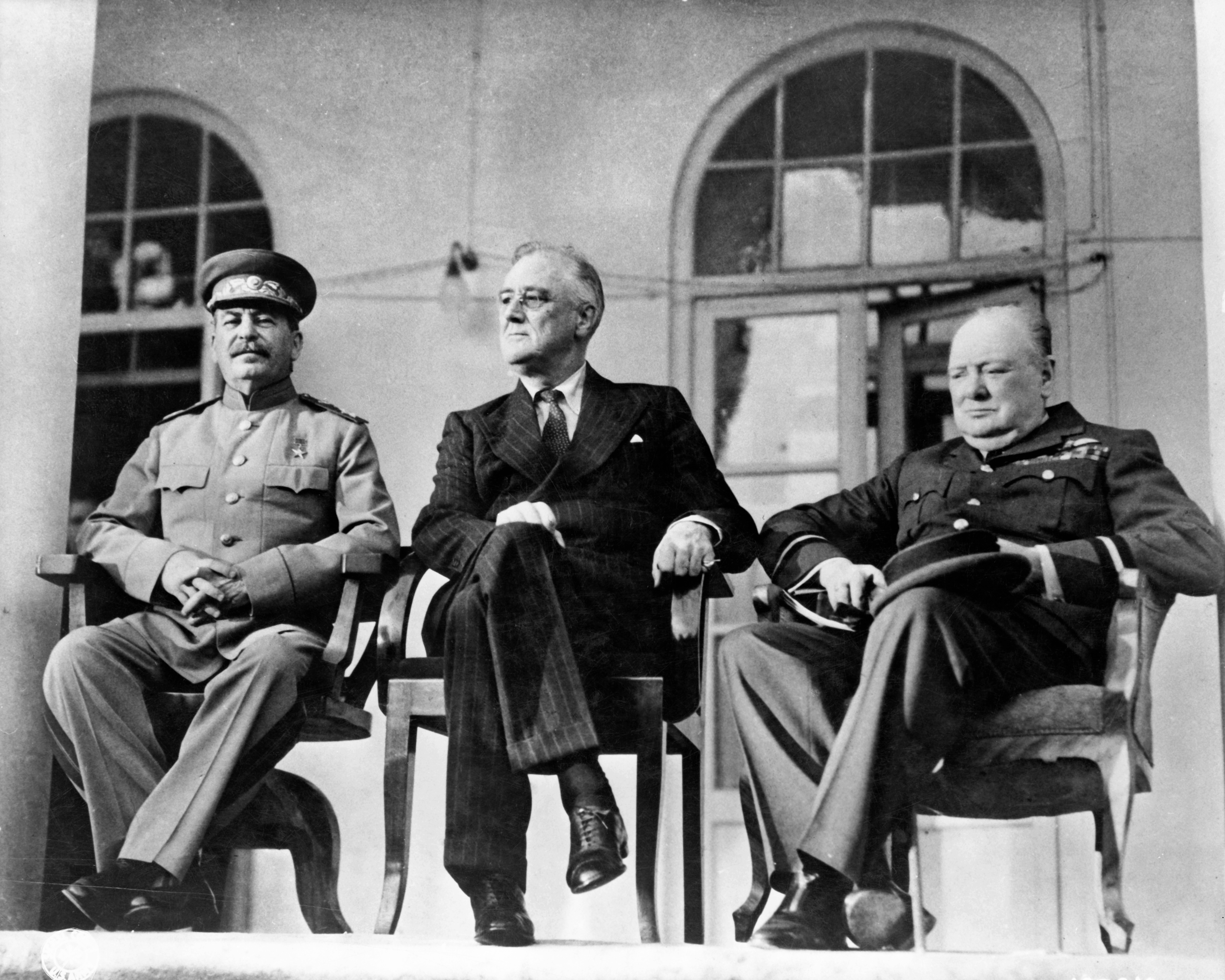
«Велика трійка» союзників на Тегеранській конференції 1943 року

Протягом решти Другої світової війни Іран став головним каналом для британської та американської допомоги Радянському Союзу та шляхом, яким понад 120 000 польських біженців (у т.ч. євреїв) та польських військових тікали від наступу Осі. На Тегеранській конференції 1943 року «Велика трійка» союзників — Йосип Сталін, Франклін Д. Рузвельт і Вінстон Черчилль — видали Тегеранську декларацію, якою гарантували післявоєнну незалежність і кордони Ірану.
13 вересня 1943 року союзники запевнили іранців, що всі іноземні війська вийдуть з країни до 2 березня 1946 року. У той же час комуністична Народна партія Ірану (НПІ) ставала все більш войовничою, особливо на півночі; вона вже була впливовою та мала представництво в парламенті. Це сприяло активним діям з боку уряду, зокрема спробам збройних сил Ірану навести порядок у північних провінціях. Відтак штаб-квартира НПІ в Тегерані була окупована, а філіал в Ісфахані розгромлений, а про те, присутні в північних частинах країни радянські війська не допустили туди іранські війська. Таким чином, до листопада 1945 року Азербайджан за підтримки НПІ став автономною державою всередині Ірану. Цей прорадянський номінальний уряд був скинутий у листопаді 1946 року після того, як Сполучені Штати підтримали Іран у поверненні регіонів, що проголосили автономію.
Наприкінці війни радянські війська залишилися в Ірані та створили дві маріонеткові держави на північному заході країни, а саме Народний уряд Азербайджану та Республіку Махабад. Це призвело до Кризи 1946 року, одного з перших протистоянь холодної війни, яка закінчилася після того, як Радянському Союзу були обіцяні концесії на нафту, і їх війська вийшли з Ірану в травні того ж року. Маріонеткові держави незабаром було повалено, а нафтові концесії згодом скасовані.

### Холодна війна

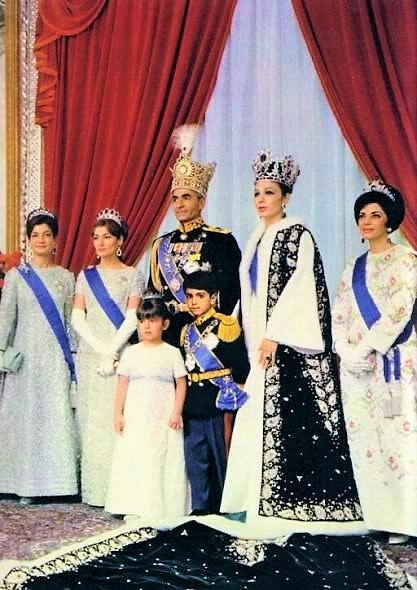
Мохаммед Реза Пахлаві з дружиною Фарах після його коронації як шаханшаха Ірану. Фарах була коронована як шахбану Ірану

Мохаммед Реза Пахлаві хотів продовжувати політику реформ свого батька, але невдовзі між ним і чільним професійним політиком, націоналістом Мохаммадом Мосаддиком, спалахнула боротьба за контроль над урядом.
У 1951 році Маджліс (парламент Ірану) 79 голосами проти 12 призначив Мосаддика прем'єр-міністром, який незабаром після цього націоналізував належну Британії нафтову промисловість (див. Абаданська криза). Мосаддику протистояв шах, який побоювався, що накладене Заходом нафтове ембарго призведе до економічної руйнації. Шах втік з країни, але повернувся, коли Велика Британія та Сполучені Штати влаштували державний переворот проти Мосаддика в серпні 1953. Згодом Мосаддик був заарештований силами прошахської армії.
Було розпочато масштабні плани розбудови інфраструктури Ірану, почав процвітати новий середній клас, і менш ніж за два десятиліття Іран став головною економічною та військовою силою Близького Сходу.[джерело?]
12–16 жовтня 1971 року відбувся пишний набір святкувань і урочистостей з нагоди 2500-річчя Перської імперії на честь заснування імперії Ахеменідів Кіром Великим.

### Крах монархії
Уряд шаха придушував своїх опонентів за допомогою секретної поліції безпеки та розвідки САВАК. Серед таких противників були ліві та ісламісти.
До середини 1970-х років, покладаючись на збільшені доходи від нафти, Мохаммад Реза розпочав серію ще більш амбітних і сміливіших планів щодо розвитку країни та руху до «Білої революції». Але його соціально-економічні успіхи дедалі більше дратували духовенство. Ісламські лідери, зокрема священнослужитель у вигнанні аятола Рухолла Хомейні, змогли зосередити це невдоволення за допомогою ідеології, пов'язаної з принципами ісламу, яка закликала до повалення шаха та повернення до релігійних традицій, що називається ісламською революцією. Режим Пахлаві повалили після масових повстань у 1978 і 1979 роках. САВАК було розпущено і замінено на САВАМА (Міністерство розвідки). Згідно з американськими джерелами та джерелами в іранському екзилі в США та Парижі, революції активно сприяв генерал Хоссейн Фардуст, який був заступником голови САВАК за часів правління Мохаммада Рези та другом дитинства поваленого монарха.
Мохаммад Реза втік із країни, лікувався в Єгипті, Мексиці, Сполучених Штатах і Панамі, і нарешті переселився зі своєю родиною до Єгипту як гість Анвара Садата. Після смерті шаха його син, кронпринц Реза Пахлаві, став спадкоємцем династії Пахлаві. Реза був офіційно коронований як спадкоємний принц 26 жовтня 1967 року в Тегерані. Реза Пахлаві та його дружина з трьома дочками живуть у Потомаку, штат Меріленд, США.
Станом на 2013 рік Реза Пахлаві створив Національну раду Ірану в Парижі, яка слугує його урядом у вигнанні, щоб повернути колишній трон після повалення нинішнього уряду Ісламської Республіки. Однак у лютому 2019 року Пахлаві запустив ініціативу під назвою «Іранський проєкт Фенікс». Згідно з National Interest, він «покликаний наблизити різні напрями опозиції до спільного бачення постклерикального Ірану».

## Політика
Політична система Імперської держави Іран полягала в парламентській конституційній монархії, де шах був главою держави, а прем'єр-міністр — главою уряду.
Національна консультативна асамблея була однопалатним парламентом країни, а з 1949 року вона стала нижньою палатою, коли був заснований Сенат як верхня палата парламенту.

## Спадщина
За династії Каджарів перський характер Ірану не був дуже явним. Хоча західні жителі називали країну Персією, а домінуючою мовою в суді та адміністрації була перська, дихотомія між чистими перськими та тюркськими елементами залишалася очевидною до 1925 року. Правління Пахлаві сприяло зростанню іранського націоналізму на основі перської культури та мови, що, серед іншого, досягалося через офіційну заборону на використання мов меншин, таких як азербайджанська, та успішне придушення сепаратистських рухів. Реза Шаху приписують возз'єднання Ірану під орудою могутнього центрального уряду. Використання мов меншин у школах і газетах не допускалося. Наступний режим – Ісламська Республіка Іран – прийняв більш інклюзивний підхід до етнічних меншин та їхньої мови, однак проблеми щодо азербайджанців, найбільшої етнічної меншини Ірану, залишаються та створюють значні проблеми для єдності та територіальної цілісності держави.

## Права людини
У той час монархи Ірану використовували таємну поліцію, тортури та страти, щоб придушити політичне інакомислення. Династію Пахлаві іноді описували як «королівську диктатуру» або «одноосібне правління».

У той час як порушення шахом конституції, «топтання основних законів» і прав іранців, було однією зі скарг революціонерів, деякі припускають, що за шахських часів ситуація з правами людини була краща, ніж в ісламських революціонерів, які прийшли після них. За словами політолога Ерванда Абрамяна,
«У той час як менше 100 політичних в'язнів було страчено між 1971 і 1979 роками, понад 7900 було страчено між 1981 і 1985 роками … тюремна система була централізована і різко розширена … Утримання у в'язницях стало значно гіршим за Ісламської Республіки, ніж за Пахлаві. Той, хто пережив ув'язнення при обох режимах, пише, що чотири місяці при Асадоллі Ладжеварді тягнули за чотири роки при САВАК. У тюремній літературі епохи Пахлаві повторюваними словами були „нудьга“ та „одноманітність“. В Ісламській Республіці це були „страх“, „смерть“, „терор“, „жах“ і найпоширеніше з усіх „кошмар“ (kabos)».

## Корупція
Манучехр Ганджі очолював антикорупційну дослідницьку групу, яка за 13 років представила щонайменше 30 звітів з детальним описом корупції шахських високопосадовців й оточення, але Пахлаві назвав ці звіти «помилковими чутками та вигадками». Високопоставлений чиновник САВАК Парвіз Сабеті вважав, що однією з важливих причин успішного протистояння режиму були звинувачення в корупції.